# 누카난역
누카난역(일본어: 糠南駅)은 일본 홋카이도 데시오 군 호로노베정에 위치한 홋카이도 여객철도 소야 본선의 역이다.

## 연혁
- 1955년 12월 2일 : 국유 철도 소야 본선의 도이칸베쓰 역 - 오놋푸나이 역 간에 누카난 가승강장으로서 신설 개업. 여객 취급만.
- 1987년
  - 4월 1일 : 일본국유철도 분할 민영화에 의해 홋카이도 여객철도에 승계되고 역으로 승격.
  - 9월 : 태풍 다이나(ja)로 인해 역사가 파괴되어 현재의 역사가 세워짐.
- 1990년 3월 10일 : 영업 거리 설정.

## 역 구조
1면 1선의 전형적인 간이역이다. 승강장은 1량 정도의 길이로, 폐 레일로 만든 기초 위에 목재로 바닥을 깔은 형태이다. 역사는 2명 정도가 들어갈 수 있는 대합실만으로 구성되어 있으며, 일반적인 건물이 아니라 요도가와 제강소(ja)의 철제 기성품 창고를 개조한 것이다.

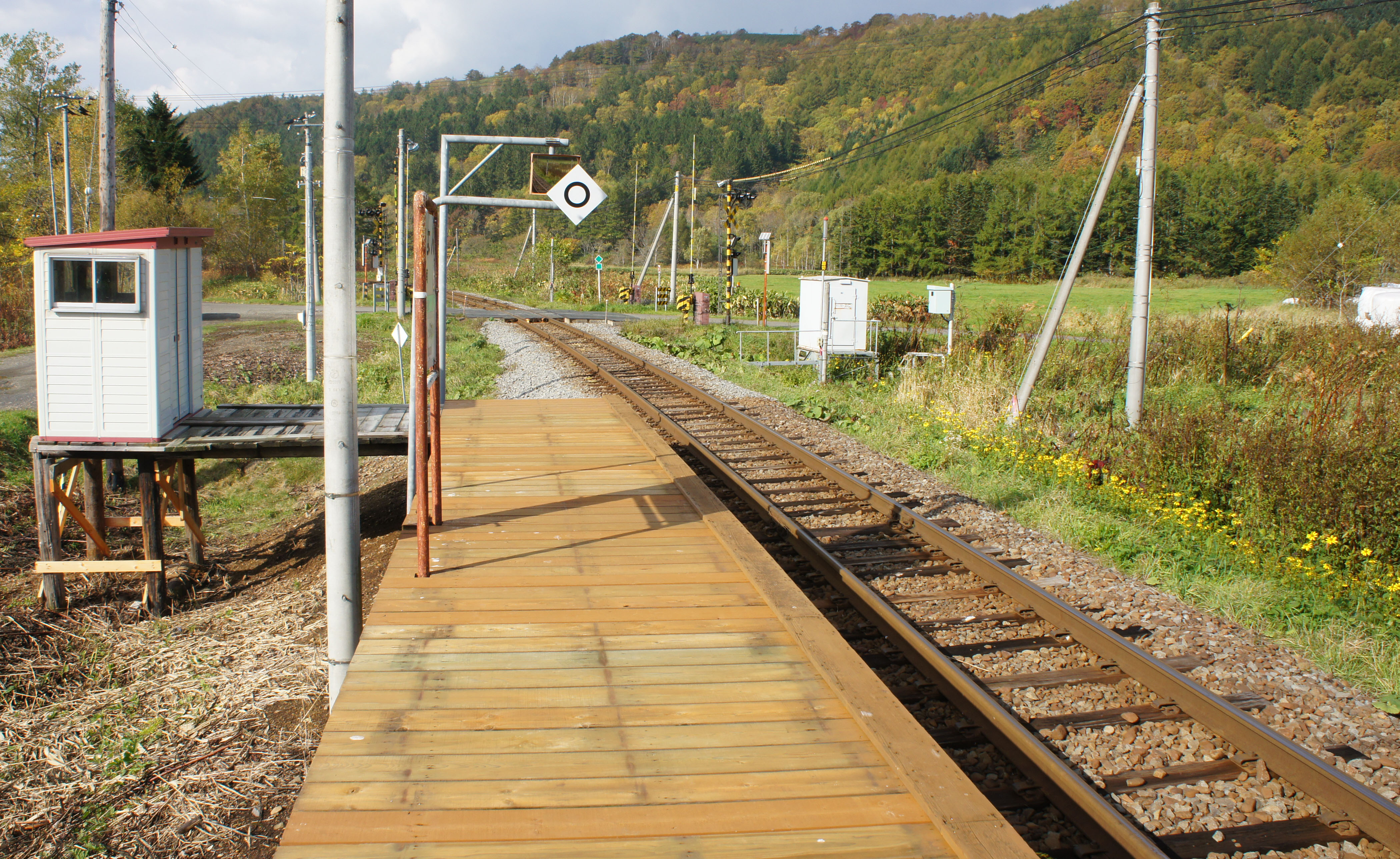
승강장

## 이용 현황
- 1992년 - 0명

## 역 주변
역 주위는 목초지 중심의 허허벌판으로 상주 인구가 극히 적으며, 도이칸베쓰 역을 중심으로 형성된 시가지로부터 2 km 정도 떨어져 있다.
- 데시오강
  - 도이칸베쓰천 - 데시오강의 지류로 역으로부터 남서쪽 약 1 km 지점에서 데시오강에 합류한다.
- 홋카이도 대학 연습림
- 이외에 역 남서쪽으로 우각호가 2개 있다.

## 인접역
| 소야 본선                      | 소야 본선   | 소야 본선                  |
| ------------------------------ | ----------- | -------------------------- |
| W66 도이칸베쓰 아사히카와 방면 | ■ 소야 본선 | 호로노베 W72 왓카나이 방면 |

- 오놋푸나이 역과의 사이에는 카미오놋푸나이(上雄信內) 역이 있었으나 2001년 7월 1일에 폐지되었다.